# Mega Plus
Mega Plus é um canal de televisão a cabo chileno de propriedade do Grupo Bethia e da Warner Bros. Discovery iniciou suas transmissões em 1º de janeiro de 2019, na operadora de cabo VTR. Sua programação é baseada principalmente em viagens, gastronomia, notícias e séries.

## História
Em 29 de outubro de 2018, a Mega confirmou que em janeiro de 2019 lançaria o Mega Plus, canal focado em notícias.
O projeto aproveitará as instalações e dependências da Avenida Vicuña Mackenna e tem um investimento em tecnologia de US$1,5 milhão.
As transmissões do sinal começaram em 1º de janeiro de 2019, onde as transmissões começaram com mais de 15 estreias em sua programação de verão. A programação do sinal foi composta principalmente por conteúdos originais como os programas Mundo Plus Hoy e Mundo Plus Vanguardia e os conteúdos gerados em sinergia com a Radio Infinita, Lo que faltaba e  Quién lo diría. Outros programas que complementaram o sinal foram Carceleros, Bajo Presión, Phi, Girlfriend's Guide to Divorce e The Returned.
No dia 24 de junho de 2019, às 21h00, estreou o seu noticiário central Meganoticias Plus Prime, apresentado por Juan Manuel Astorga, sendo o primeiro dos noticiários a levar a marca Meganoticias desde 2013, antecipando o sinal aberto, onde a estreia de Meganoticias foi realizado um mês depois. Em 29 de julho de 2019, estreou o noticiário noturno Meganoticias Plus Update, apresentado pelas jornalistas Catalina Edwards e Claudia Salas e transmitido a partir das 14h.
Em 20 de março de 2020 com a redução do trabalho presencial devido à pandemia de COVID-19, foram transmitidos pela última vez Meganoticias Plus Update e Prime, e durante o mês de abril os programas da Radio Infinita e o Mundo Plus.
Em 30 de junho de 2020, o Mega Plus chega a todo o país (exceto Santiago) através do serviço analógico da VTR substituindo o Studio Universal.
Nos finais de semana o canal transmite programas de culinária internacional (com conteúdo da Discovery Networks) e conteúdo nacional produzido pela Megamedia.